# Typ 94 75-mm-Gebirgsgeschütz
Das Typ 94 75-mm-Gebirgsgeschütz (jap. 九四式山砲, Kyūyon-shiki sampō) war ein Gebirgsgeschütz, das vom Kaiserlich Japanischen Heer im Zweiten Japanisch-Chinesischen Krieg und während des Pazifikkrieges von 1935 bis 1945 eingesetzt wurde. Die Bezeichnung Typ 94 deutet dabei auf das Jahr der Entwicklung, das Jahr Kōki 2594 bzw. 1934 nach gregorianischem Kalender, hin.

## Geschichte

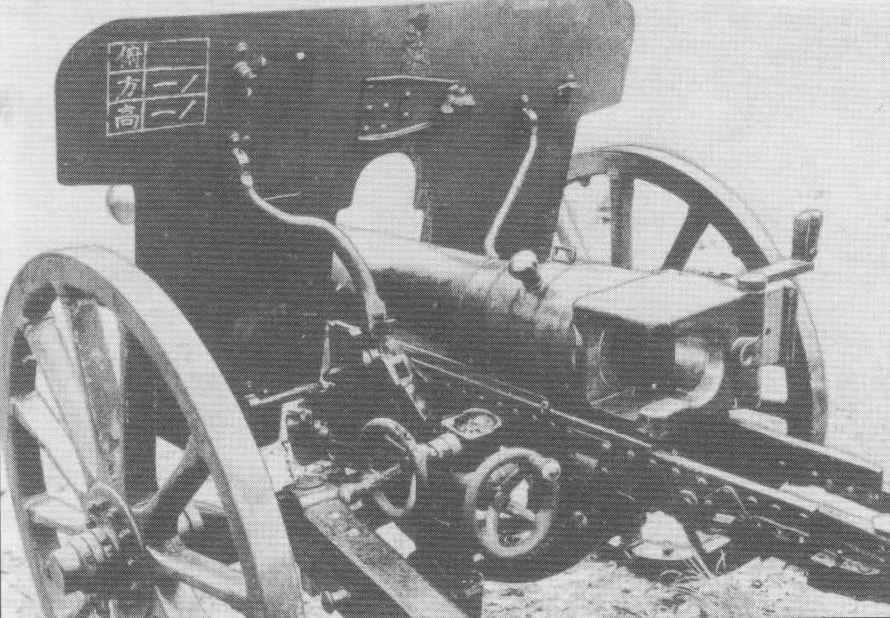
Blick auf den Verschluss und die Zielvorrichtung eines Typ 94 Gebirgsgeschützes

Das Typ 94 war das Nachfolgemodell des Typ 41 75-mm-Gebirgsgeschützes. 1934 wurde der Entwurf angenommen und das erste der insgesamt 1500 produzierten Exemplare an die Truppe ausgeliefert.
Wie das Typ 41 war das Geschütz leicht und schnell in mehrere Teile zerlegbar und konnte so in elf Teile von jeweils einem maximalen Gewicht von ca. 90 kg von sechs Packtieren transportiert werden. In unwegsamen Gelände wurde das Geschütz von Soldaten getragen. Es hatte einen ungewöhnlich langen Holm, an dessen Enden sich anstelle von Erdspornen zwei vertikal verschiebbare Eisenplatten befanden. Diese wurden, wenn möglich, in den Boden geschlagen, um dem Geschütz Stabilität beim Feuern zu geben. Die maximale Reichweite des Geschützes lag bei ca. 8200 Meter. Das zum Schutz angebrachte metallene Schild hatte eine Stärke von 3 mm. Das Geschütz konnte hochexplosive, Schrapnell-, hochexplosive panzerbrechende und Hohlladungs-Granaten verschießen. Um der Infanterie stärkere Artillerieunterstützung zu geben, wurde 1939 das Typ 99 10-cm-Gebirgsgeschütz eingeführt.
Das Typ 94 blieb bis zum Kriegsende 1945 im Einsatz.

## Technische Daten
- Kaliber: 75 mm
- Kaliberlänge: L/20,8
- Rohrlänge: 1,56 m[2]
- Höhenrichtbereich: −10° bis +45
- Seitenrichtbereich: 40°
- Geschützgewicht: 536 kg
- Geschossgewicht: 6,34 kg
- Mündungsgeschwindigkeit V0 = 392 m/s
- Effektive Reichweite: ca. 8200 m
- Produzierte Exemplare: 1500